# Moita (Anadia)
Moita ist ein Ort und eine Gemeinde in der Mittelregion von Portugal.

## Geschichte
Der Ort entstand vermutlich im 10. Jahrhundert, im Zuge der Neubesiedlungen in Folge der Reconquista. Erstmals erwähnt wurde der Ort im Jahr 1064, mit Nennung seiner Kirche São Cucufate.
Erste Stadtrechte erhielt Moita von König D. Sancho I. im Jahr 1210 und wurde damit Sitz eines Kreises. Im Jahr 1514 erneuerte König D. Manuel die Stadtrechte, jedoch wird in der Urkunde Carvalhais als Sitz des Kreises genannt.
Bis zu den Verwaltungsreformen nach der Liberalen Revolution 1822 war Moita eine Gemeinde im Kreis Ferreiros. Dann wurde der Kreis und die Gemeinde Ferreiros aufgelöst und Moita angeschlossen, das seither eine Gemeinde im Kreis Anadia ist.

## Verwaltung
Moita ist eine Gemeinde (Freguesia) im Kreis (Concelho) von Anadia, im Distrikt Aveiro. In der Gemeinde leben 2206 Einwohner (Stand 19. April 2021).
Folgende Ortschaften liegen in der Gemeinde:
| - Amieiro - Carvalhais - Escoural - Ferreiros - Fontemanha - Junqueira - Moita | - Póvoa do Pereiro - Quintela das Lapas - Saide - Saidinho - Vale de Avim - Vale de Boi - Vale da Mó |

## Wirtschaft
Die Gemeinde ist landwirtschaftlich geprägt, darunter ist Weinbau zu nennen. Auch Forstwirtschaft spielt eine Rolle, insbesondere Eukalyptus und Kiefern.
Unter den Industriebetrieben der Gemeinde sind Unternehmen der Nahrungsmittelindustrie, Weinhandel, Holzverarbeitung und metallverarbeitende Betriebe für Tore und Gitterzäune und für Aluminiumprodukte.
Die Nähe zur Kreisstadt Anadia als Mittelzentrum bedingt in der Gemeinde einen wenig ausgeprägten Handel, vornehmlich nur des Grundbedarfs.